# Alsópulya

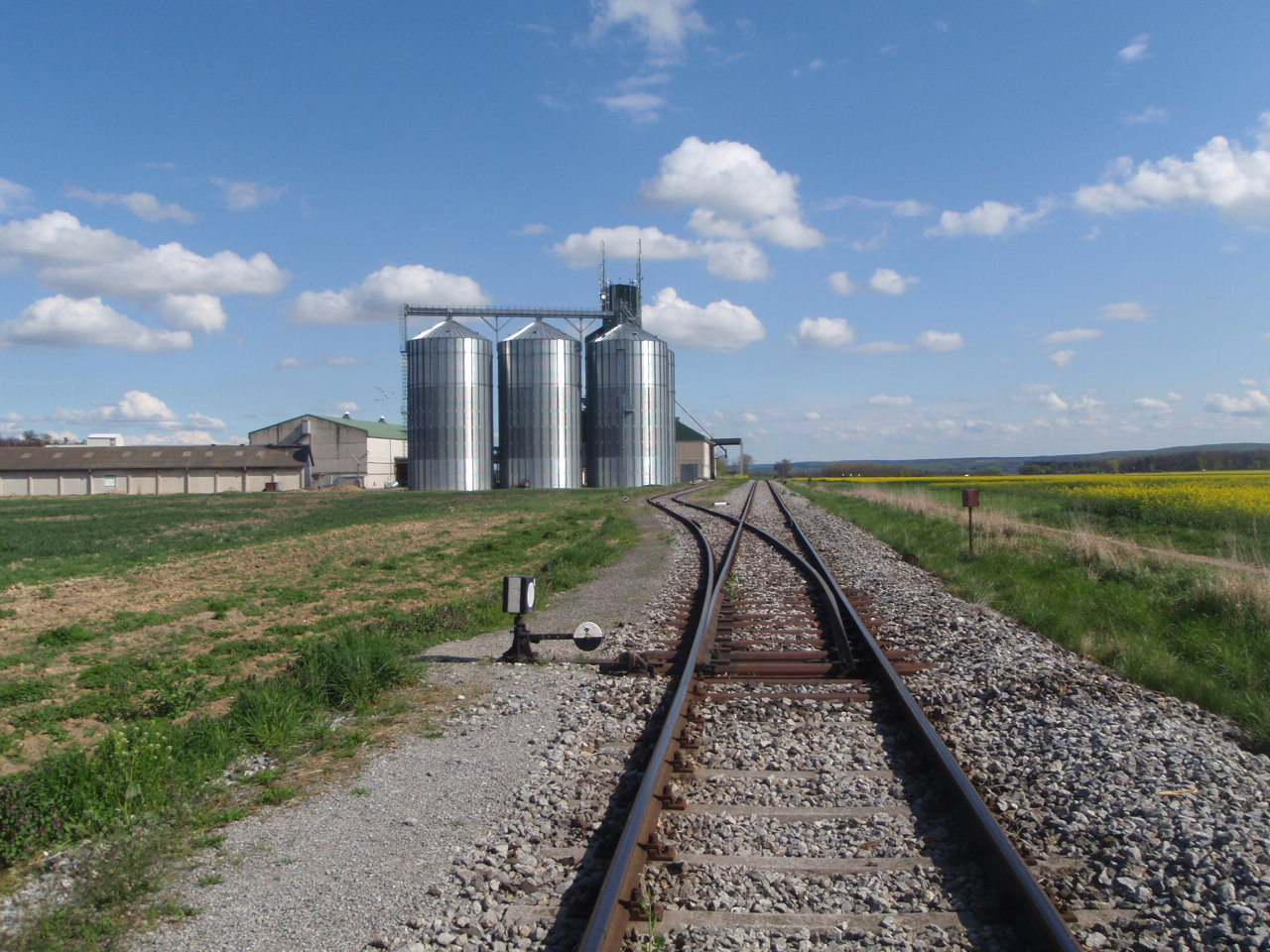
Alsópulya egykori állomása, ma terménytároló

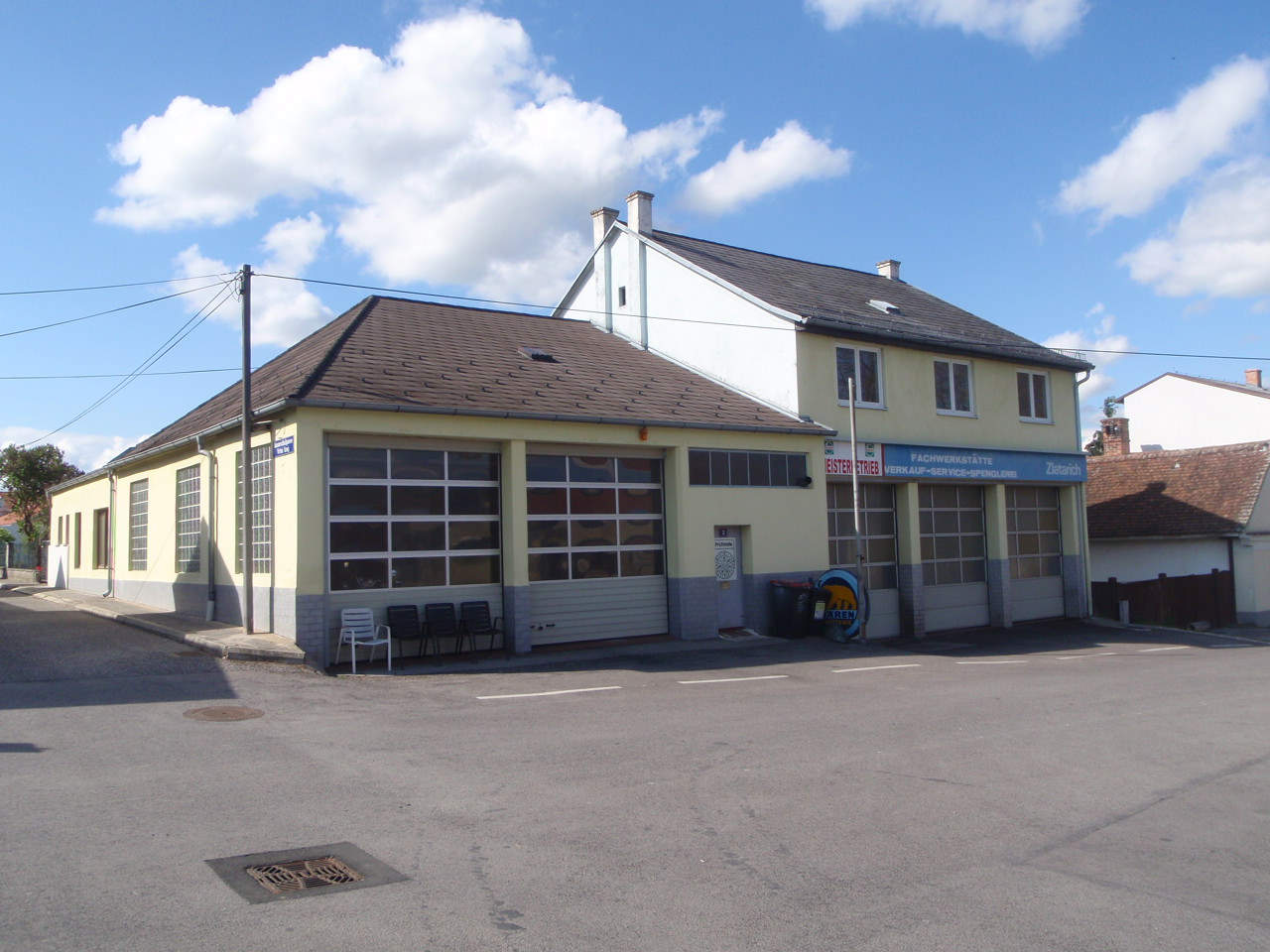
Blaguss első garázsa és műhelye

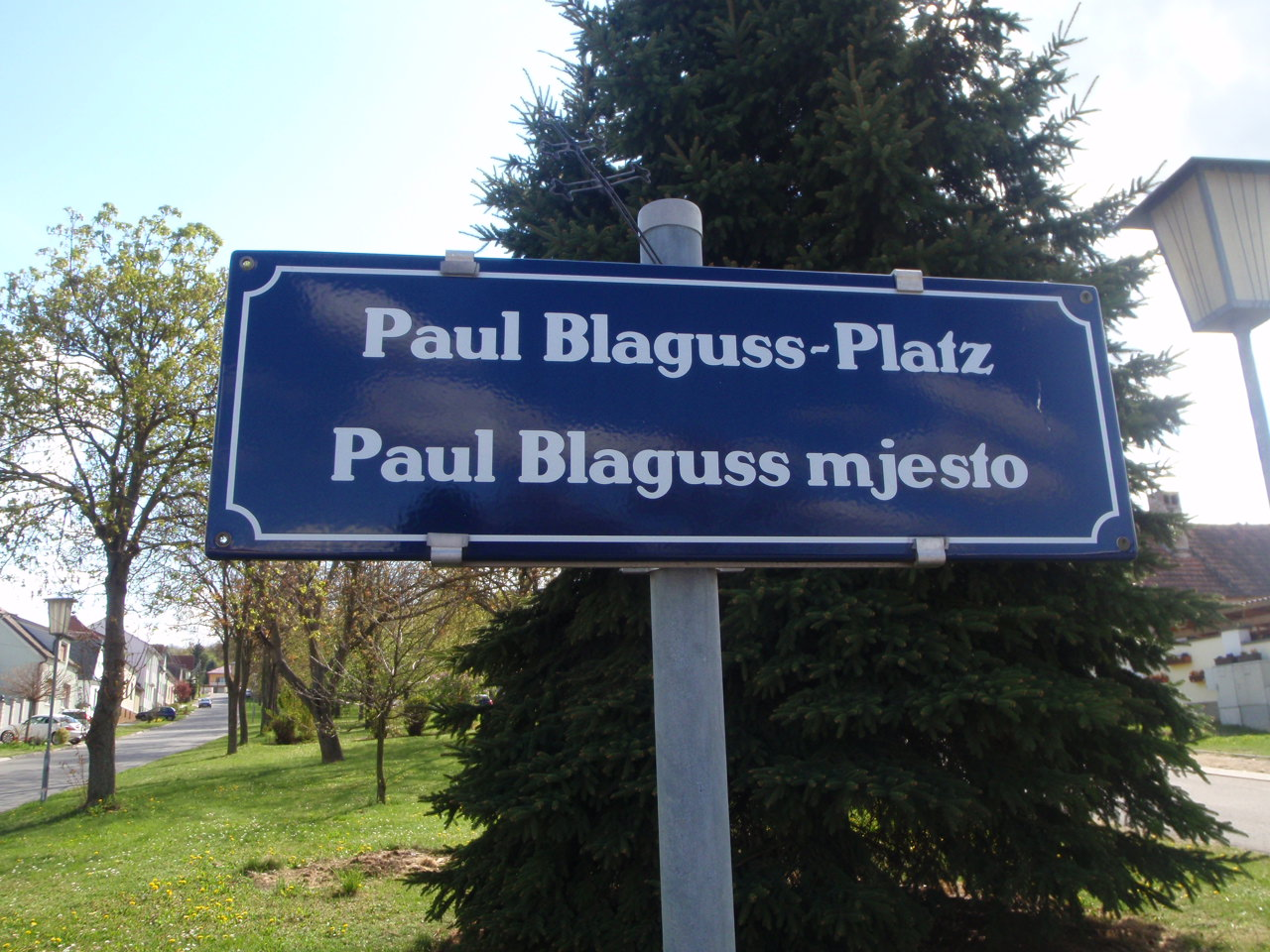
Paul Blaguss tér

Alsópulya (németül: Unterpullendorf, gradistyeiül: Dolnja Pulja, horvátul: Donja Pulja) Répcesarud-Alsópulya község része Ausztriában, Burgenland tartományban a Felsőpulyai járásban.

## Fekvése
Kőszegtől 14 km-re északra, Felsőpulyától 4 km-re délkeletre, Locsmándtól 3 km-re északra fekszik. Egykoron vasútállomása is volt a Sopron–Kőszeg-vasútvonalon, amely ma csak teherforgalmat szolgál. Kerékpárút köti össze Alsópulyát Felsőpulyával.

## Története
A régészeti leletek tanúsága szerint területén már 7000 évvel ezelőtt is éltek emberek. Határában a Pingenfeld nevű dűlőben az i. e. 4600 és 4400 közötti időben készült 34 darab különböző Vénusz-szobor darabjait tárták fel. Egyes feltételezések szerint a mai Alsó- és Felsőpulya között „Bulla”, vagy „Pulla” nevű római település állt. Erre engednek következtetni a megtalált római pénzérmék, cserép és téglamaradványok. Már a római korban kiterjedt szőlőművelés folyt ezen a vidéken.
A két szomszédos Pulya („Pule maioris et minoris”) 1225-ben szerepelt először írásos emlékben, II. András királynak a borsmonostori apátság részére írt adománylevelében.  1323-ban „Pula”, 1390-ben „Pulya”, 1410-ben „Pula”, 1417-ben „Kyspulya”, 1425-ben „Pulndorf”, 1445-ben „Pwla”, 1458-ban „Alsopula”, 1492-ben „Pwlya”, 1519-ben „Alsopwlya” alakban szerepel a korabeli forrásokban. A középkorban köznemesi község volt. 1519-ben vámjával együtt Léka várának tartozéka. Szent Bertalan temploma 1500-ban már állt. A 16. században horvátokkal telepítették be és horvát többségét a mai napig megőrizte.
Vályi András szerint „PULYA. Alsó, Kis, és Felső Pulya, Pullendorf. Három elegyes lakosú faluk Sopron Vármegyében. Alsónak, és Kis Pulyának földes Ura Hg. Eszterházy Uraság; Fel. Pulyának pedig külömbféle Urak, lakosaik katolikusok, fekszenek Sopronhoz két jó mértföldnyire; Alsó Pulya tovább; határbéli földgyeik középszerűek; Felső Pulyán híres baratzkok teremnek, ’s Bátsmegyei Úr’ kastéllya ékesíti; Felső Pulyán is nevezetes baratzk terem; Alsó Pulyának vámja is vagyon.”
Fényes Elek szerint „Alsó-Pulya, németül Unter-Pullendorf, horvát falu, Sopron vmegyében, Sopronhoz délre 3 1/2 mfd. 560 kath. lak., s paroch. egyházzal. Dombos határa középszerű, s van 15 egész és 3/8 urbéri telek után 205 urb., 303 5/8 h. irtás szántóföldje, 229 hold urasági szántóföldje, 113 hold rétje, 159 hold szőlőhegye, 460 hold tölgyes, fenyves, nyires erdeje. Birja h. Eszterházy.”
1907-ben a Alsópulyán született Paul Blaguss, a későbbi nemzetközi Blaguss busztársaság és utazási iroda tulajdonosa. Blaguss 1926-ban megalapította zöldségkereskedéssel foglalkozó vállalkozását. Az egyre inkább teherfuvarozással foglalkozó társaság folyamatosan fejlődött, majd 1950-ben megkapta a jogot a Locsmánd-Bécs autóbuszjárat üzemeltetésére. 1953-ban először Magyarországra indított turistabuszt. Mára komoly szereplőként van jelen a nemzetközi turizmusban, valamint menetrend szerinti járatok üzemeltetését végzi számos országban, így hazánkban is.
1908. november 5-én nyílt meg a községen átmenő Sopron–Kőszeg-vasútvonal, amelyhez tartozó állomáson 1968. április 28-án szűnt meg a személyforgalom.
1910-ben 925, túlnyomórészt horvát lakosa volt. 1921-ben a trianoni és a saint germaini békeszerződések értelmében Ausztria része lett.

## Nevezetességei
- Szent Bertalan apostol tiszteletére szentelt római katolikus temploma mai formájában 1905-ben épült.
- Alsópulyán található Burgenland tartomány földrajzi középpontja, melyet bazaltkővel jelöltek meg.
- A községben nagy hagyományai vannak a szőlészetnek, borászatnak.

## Híres emberek
- Itt született 1736-ban Billisits Alajos Márton pálos rendi pap, hitszónok, tanár.
- Itt született 1744 körül Horváth András horvát iskolamester, akinek 1780-ból maradt fenn szlovén nyelvű (vend nyelvű) kézzel írt kántorkönyve.